# هورنبلوئر (مجموعه تلویزیونی)
هورنبلوئر (انگلیسی: Hornblower) عنوانی پوششی برای مجموعه فیلم‌های تلویزیونی بریتانیایی است که بر اساس سه تا از ده رمان سی اس فورستر دربارهٔ شخصیت تخیلی هوراشیو هورنبلوئر، افسر نیروی دریایی پادشاهی بریتانیا در جریان جنگ‌های انقلاب فرانسه و جنگ‌های ناپلئونی ساخته شده‌است.
این سریال بین ۱۹۹۸ تا ۲۰۰۳ ساخته شد و یوان گریفید شخصیت اصلی آن را بازی می‌کرد.